# Louis Chalon

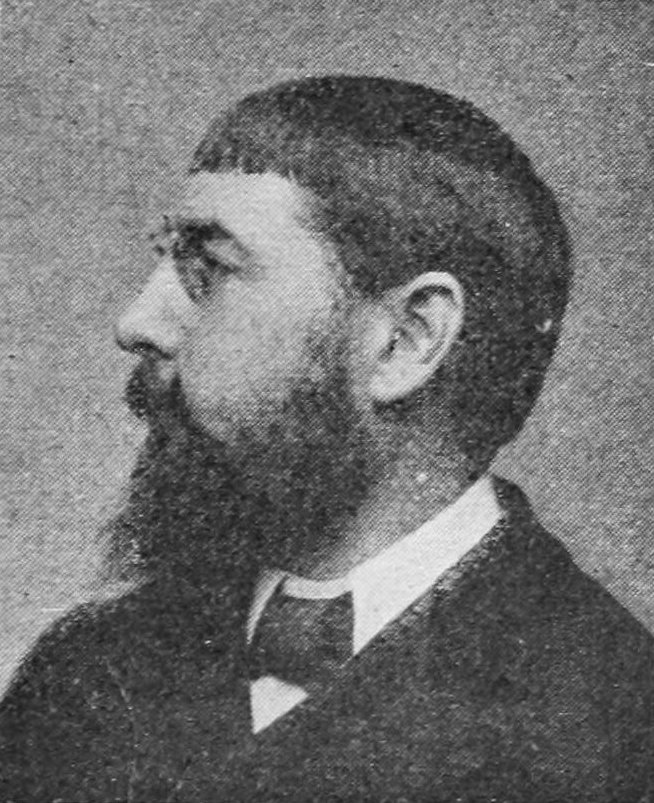
Louis Chalon

Louis Chalon (* 1866 in Paris, Frankreich; † 1916) war ein französischer Maler, Illustrator, Gold- und Silberschmied sowie Bildhauer.

## Leben
Chalon studierte bei Jules-Joseph Lefebvre und Boulanger. Er zeigte seine klassisch inspirierten Gemälde auf den Salons der Société des Artistes Français in Paris von 1880 bis 1911. 1885 und 1898 wurde er hier jeweils mit einem mention honorable ausgezeichnet; 1891 erhielt er eine Medaille dritter Klasse. Chalon arbeitete unter anderem für den Éditeur d’art (Kunstverleger) Arthur Goldscheider, der die von Chalon entworfenen Modelle Printemps de Bretagne und Eclosion auf dem Salon ausstellte. Auf den Weltausstellungen Paris 1889 und 1900 erhielt er weitere lobende Erwähnungen.
Er fertigte zahlreiche Illustrationen für die Zeitschriften La Vie Parisienne, L’Illustration and Figaro Illustre sowie für Bücher der Schriftsteller François Rabelais, Giovanni Boccaccio und Honoré de Balzac. In seinen Gemälden bevorzugte Chalon mythologische Szenen, die er in geschickt arrangierte Landschaften platzierte. Er arbeitete auch als Gold- und Silberschmied, fertigte einige prächtige Kostüme und gelegentlich Möbel und Skulpturen aus Holz und Elfenbein. 1898 begann er mit bemalten Wachsfiguren zu experimentieren und fand gefallen an der Bildhauerei. Er fertigte hauptsächlich kleinere Objekte aus Bronze wie Leuchten, Tintenfässer, Vasen sowie Statuetten im Jugendstil. Viele seiner mit weiblichen Akten versehenen Skulpturen stellen femme-fleurs dar, mit Frauen als Symbol für Blumen.

## Werke (Auswahl)
| | |
| Gemälde - Agamemnon, 1887 - Circe, 1888 - Silence, 1889 - Tod des Sardanapalus, 1891 - Zerstörerische Helena, 1893 - Salomé, 1895 | Bronzen - Femme Fleur, 1900 - La Walkyrie - Jardiniere, 1900 - L’amazone - Les filles des Vagues vase, 1899 - Perversité, 1910 |